# Lili Boulanger

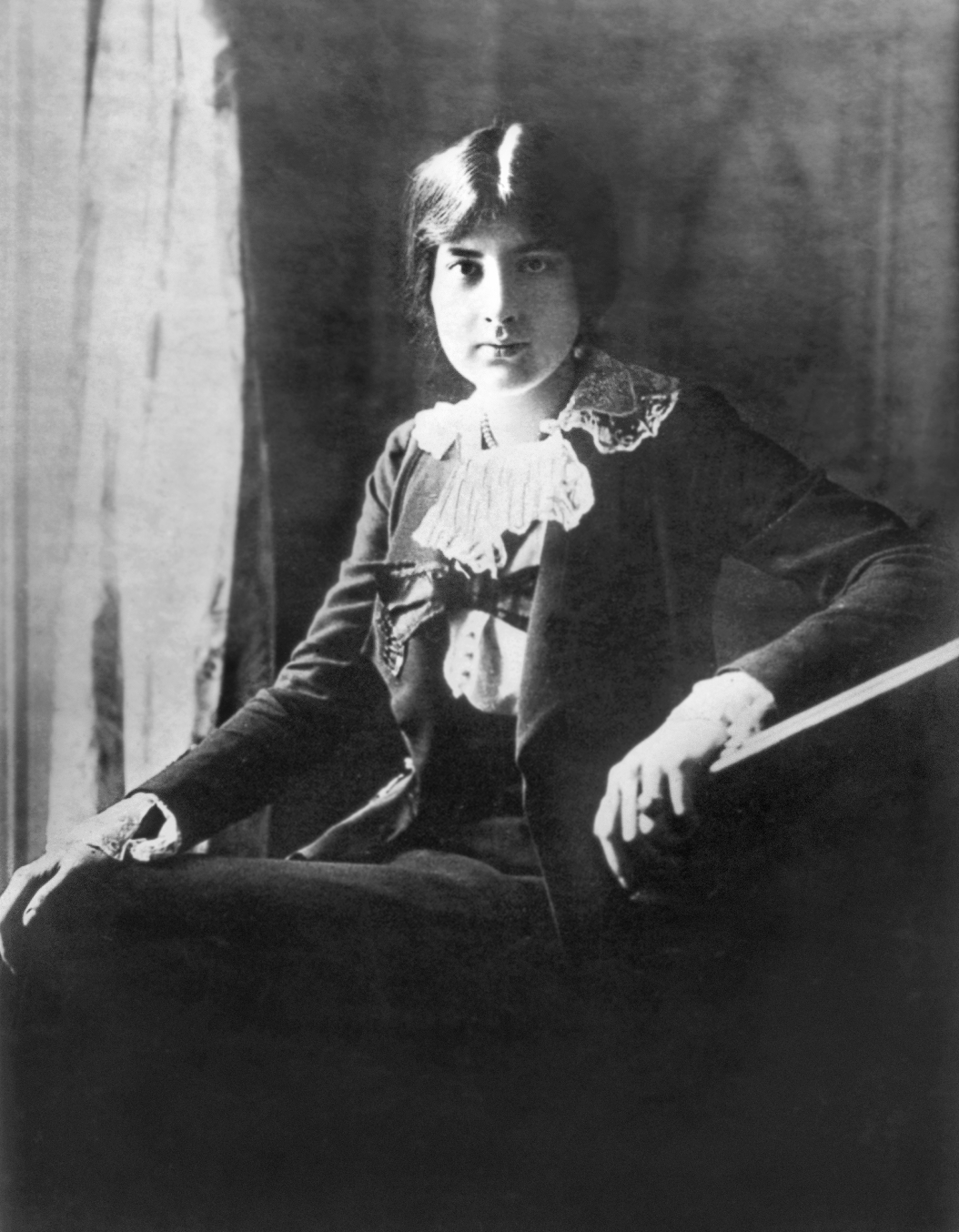
Lili Boulanger

Lili Boulanger (* 21. August 1893 in Paris als Marie-Juliette Olga Boulanger; † 15. März 1918 in Mézy-sur-Seine (Département Yvelines) bei Paris) war eine französische Komponistin.
Sie stammte aus einer traditionsreichen Musikerfamilie. Ihre Mutter Raïssa Myschezkaja (1858–1935) war Sängerin, ihr Vater Ernest (1815–1900) Komponist und ihre ältere Schwester Nadia (1887–1979) Komponistin, Dirigentin und Musikpädagogin.

## Leben

### Kindheit und Jugend
Die Boulangers hatten seit Ende des 18. Jahrhunderts in der Stadt Paris einen guten Ruf als eine exzellente Musikerfamilie. In ihrem offenen Haus waren die Kinder von klein auf von Schauspielern, Musikern, Dichtern, Schriftstellern und bildenden Künstlern umgeben und hatten Gelegenheit ihnen zu begegnen. Zu den engen Freunden der Familie gehörten u. a. Charles Gounod, Jules Massenet und Camille Saint-Saëns.
Trotz einer chronischen Bronchialpneumonie und Morbus Crohn erhielt Lili Boulanger früh Unterricht in Orgel (bei Louis Vierne), Klavier, Violoncello, Violine und Harfe. Sie war keine eingeschriebene Studentin, sondern begleitete ihre Schwester Nadia sporadisch – wenn es ihre Gesundheit erlaubte – ans Conservatoire de Paris. Ungefähr mit sieben Jahren probierte sie das dort Gehörte daheim am Klavier aus und begann dadurch, sich vieles selbst beizubringen. Die musikalischen Gespräche mit ihren Eltern waren ebenso prägend. Am 14. April 1900 starb Ernest Boulanger überraschend im Gespräch mit Nadia – ein Schock für die ganze Familie. Um diesen Schicksalsschlag zu verarbeiten, komponierte Lili mit elf Jahren das Lied La Lettre de Mort für Sopran Solo, das sich allerdings nicht erhalten hat. Auch weitere Werke aus dieser frühen Phase vernichtete sie später selbstkritisch.
Ihr erster öffentlicher Auftritt als Violinistin fand am 5. September 1901 statt. Um diese Zeit besuchte sie auch den Kompositionsunterricht von Gabriel Fauré und traf in diesem Umfeld Charles Koechlin, Florent Schmitt und Maurice Ravel. Mit großem Sprachtalent, das demjenigen ihrer Mutter vergleichbar war, beherrschte sie auch Russisch, Deutsch und Italienisch. Da sie nicht regulär zur Schule gehen konnte, stellte sie sich selbst ein Literaturprogramm zusammen. Im weiteren Freundeskreis der Boulangers befand sich auch Raoul Pugno, der über Lilis musikalisches Talent dermaßen erstaunt war, dass er sie in ihrem Entschluss, Komponistin werden zu wollen, bedingungslos unterstützte.

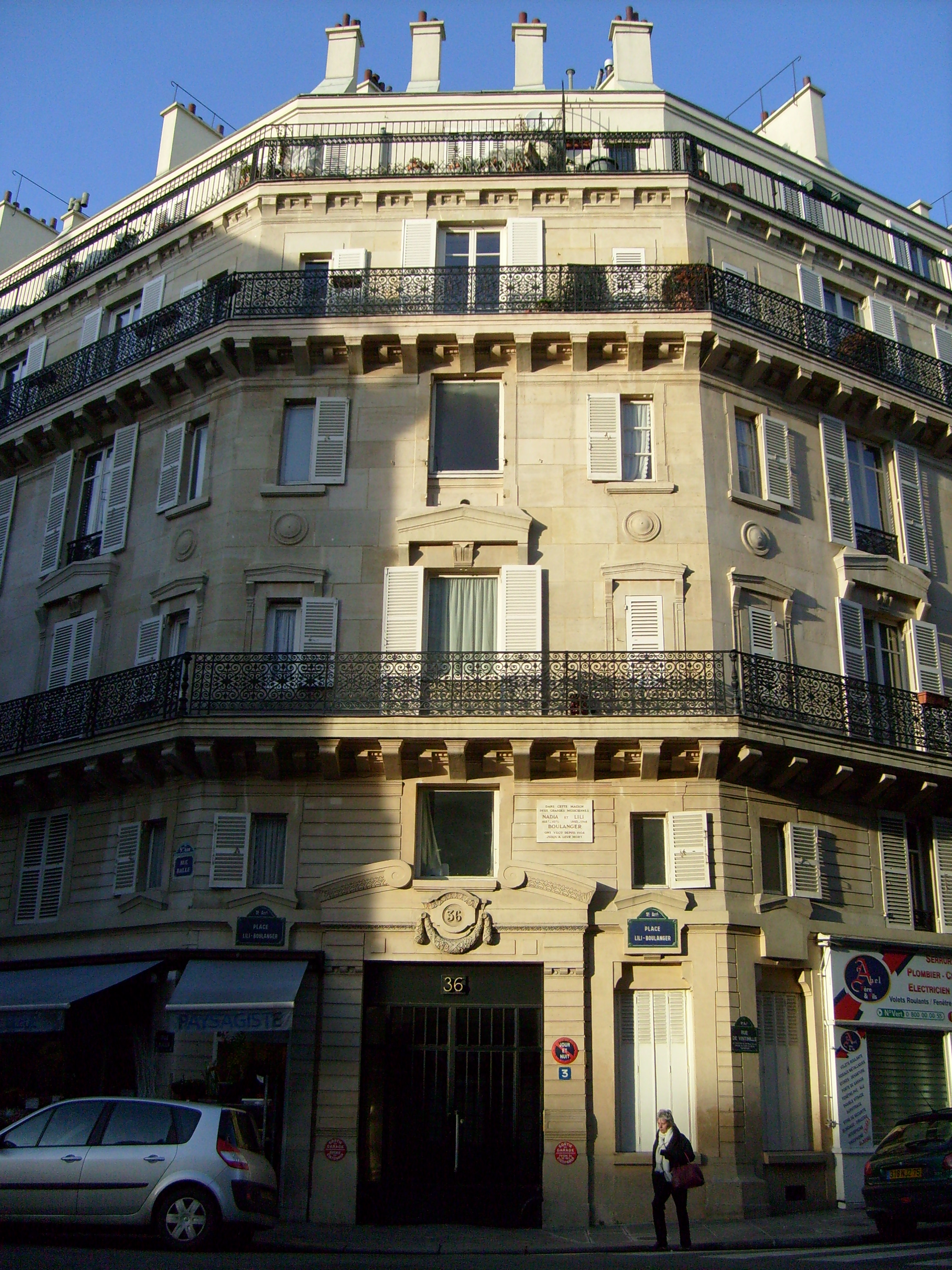
Wohnsitz der Familie Boulanger in Paris. Nadia Boulanger lebte hier von 1904 bis kurz vor ihrem Tod.

1904 zogen die Boulangers in die Rue Ballu 36 unterhalb des Montmartre. Eine der Schlüsselpersonen Lilis in dieser Zeit war die fiktive Figur der Princesse Maleine aus dem gleichnamigen Stück des symbolistischen Dramatikers Maurice Maeterlinck: Maleine – mit der sich Lili am meisten identifizierte – war eine einsame Prinzessin, deren Reich zerstört war und deren Geliebter eine andere Prinzessin heiraten musste. Aus dieser Geschichte entwickelte sich nach und nach Lili Boulangers einzige Oper La Princesse Maleine, die unvollendet blieb.
Im Alter von sechzehn Jahren fasste sie den Entschluss, Komponistin zu werden und, wie zuvor ihr Vater Ernest, den Prix de Rome zu gewinnen. Zunächst befasste sie sich – aufgrund der Eindrücke in ihrem Umfeld – mit religiöser Musik, da sie auch durch die Arbeit ihrer Schwester Nadia als professionelle Orgelspielerin inspiriert wurde. 1904 erlebte sie die Uraufführung des Psalms 47 von Florent Schmitt, der auch kompositorisches Vorbild für etliche ihrer späteren Kompositionen für Orgel, Orchester und vor allem für Chor wurde. Das Ziel „Rom-Preis“ verfolgte sie trotz zahlreicher krankheitsbedingter Unterbrechungen nach wie vor, ebenso ihre weiterführenden kompositorischen Studien. Das 1912 verfasste Vokalquartett Renouveau wurde von der Kritik positiv aufgenommen.

### Prix de Rome
Bereits 1912 versuchte Lili Boulanger, beim Prix de Rome teilzunehmen, zog sich aber wegen gesundheitlicher Probleme aus dem Wettbewerb zurück. Da generell die musikalische Qualität der Mitstreiter zu wünschen übrig ließ, wurde der Wettbewerb für dieses Jahr dann ganz abgesagt. Sie komponierte weiter. Mitte August 1912 stellte sie eines ihrer bekanntesten Werke, die Hymne au Soleil für gemischten Chor, fertig.
Nach einem Jahr intensiver Studien nahm sie mit ihrer Komposition Faust et Hélène, einer Kantate für Tenor, Bariton, Mezzosopran und Orchester, am Wettbewerb um den Rom-Preis 1913 teil. In der Endrunde des Wettbewerbs zeigten sich die männlichen Komponisten stürmisch und erhitzt. Im Gegensatz dazu brachte Lili Boulanger mit ihrem bescheidenen, ruhigen und klaren Auftreten ihre Musiker – darunter auch Nadia Boulanger, die 1908 den zweiten Hauptpreis gewonnen hatte – ohne Forcierung zu Höchstleistungen, was die Seite der Männer kindisch aussehen ließ.
Lili Boulanger gewann den Wettbewerb. Als erste Frau errang sie die höchste Auszeichnung premier grand prix – eine Sensation. Quasi über Nacht wurde sie zu einer internationalen Berühmtheit. Der Kritiker Émile Vuillermoz schrieb in der Zeitschrift Musica über ihren Erfolg:

„Vor mehreren Monaten warnte ich Musiker an dieser Stelle vor einer immanenten ‚rosa Gefahr‘: Die Tatsachen ließen nicht lange auf sich warten, um mir Recht zu geben. Mlle Lili Boulanger hat im diesjährigen Rom-Wettbewerb über alle ihre männlichen Konkurrenten triumphiert und gewann den Ersten Großen Rompreis auf Anhieb (das erste Mal in der Endrunde), mit Souveränität, Tempo und Leichtigkeit; was die übrigen Kandidaten einigermaßen verstört zurückgelassen hat, schwitzten sie doch seit Jahren Blut und Wasser, um sich dem Preis unverdrossen zu nähern. Damit kein Irrtum aufkommt: Der Sieg ist hart verdient. Es war nicht so, dass die Juroren ihr ritterlich den ersten Platz überließen. Im Gegenteil, sie verfuhren mit dem 19-jährigen Mädchen sogar noch strenger als mit den übrigen Bewerbern. Die Frauenfeindlichkeit der Jury war bekannt. Der Eintritt einer Eva in das irdische Paradies der Villa Medici wurde von gewissen Patriarchen als totale Katastrophe gefürchtet. Der Präzedenzfall bei den Bildhauern (Mlle Lucienne Heuvelmans, Bildhauerin, hat den Prix de Rome von 1911 gewonnen und lebt bereits in der Villa Medici) vermochte ihre Aufregung nicht im Mindesten zu lindern. Folglich wurde die weibliche Kantate mit gnadenloser Aufmerksamkeit gehört, was ihr in dieser Atmosphäre den Stellenwert einer beeindruckenden und bedrohlichen feministischen Präsentation gab. Und es bedurfte der überwältigenden und unbestreitbaren Überlegenheit dieses Werks einer Frau, um über die Hausaufgaben der Studenten, in deren Gesellschaft sie sich befand, zu triumphieren.“

The Musical Leader kündigte 1913 Lili Boulanger wie folgt an:

„Eine Frau, Lilli  Boulanger, die 19-jährige Tochter eines Gesangslehrers am Konservatorium, hat den Grand Prix de Rome gewonnen, wobei es das erste Mal in seiner 110-jährigen Geschichte ist, dass eine Frau den heißbegehrten Preis erhielt. Dass unter anderem so bemerkenswerte Komponisten wie Berlioz, Bizet, Gounod, Massenet, Debussy und Charpentier Rompreisträger waren, macht seinen Wert deutlich.“

Der Preis bestand in einem Aufenthalt in der Villa Medici in Rom und einem Stipendium – ab sofort durften auch Komponistinnen in der Villa Medici leben und arbeiten. Außerdem schloss sie mit Ricordi einen Verlagsvertrag ab, der ihr künftig ein jährliches Gehalt sicherte. Dies war eine absolute Ausnahmeerscheinung, da Komponistinnen damals noch kaum eine Lobby hatten. Im selben Jahr gewann sie auch ein Stipendium der Stiftung Yvonne de Gouy d’Arsy und den Prix Lepaulle für ihre Kompositionen Renouveau und Pour les Funérailles d’un Soldat.
Wenige Wochen nach dem Triumph beim Prix de Rome wurde das prämierte Werk, ihre Kantate Faust et Hélène, in Paris erstmals aufgeführt. Le Monde Musical kommentierte:

„Mlle Lili Boulanger zeigt bereits eine glückliche Vorliebe für durchsichtige Melodien, eine geradezu erstaunliche Ader für das Theater, eine bewundernswerte Natürlichkeit im Ausdruck leidenschaftlicher Gefühle und eine starke gestalterische Kraft, die sich nicht in belanglose oder nebensächliche Einzelheiten verliert, was sofort verraten hätte, dass eine Frau die Musik komponierte. […] Das Alter […] und die weitere Arbeit werden die schon jetzt nicht zu leugnende Begabung zur Erfüllung bringen, eine Begabung, die sich mit Anmut paart. Dieser Meinung schien auch das Publikum zu sein, das so lange klatschte, bis die tief bewegte Mlle Lili Boulanger zusammen mit ihren hervorragenden Interpreten […] auf der Bühne erschien.“

### Krankheit und letzte Werke

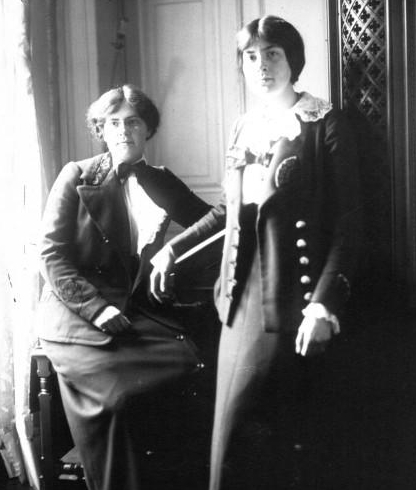
Nadia und Lili Boulanger (1913)

Nach vielen weiteren Konzerten steckte sich Lili Boulanger im Winter 1913 bei ihrer Schwester Nadia mit Masern an. Zusätzlich erkrankte sie an einer bereits früher in Erscheinung getretenen Magen-Darm-Erkrankung und an einer schweren Lungenentzündung. In dieser Zeit erkannte sie, wie sehr ihr Leben an einem seidenen Faden hing – fortan komponierte sie wie in fieberhafter Eile, weil sie das Gefühl hatte, nicht alt zu werden. Zwar konnte sie ihr Stipendium in Rom noch antreten, ihr Leben dort aber infolge der gesundheitlichen Schwankungen nicht fortführen. Nach dem Beginn des Ersten Weltkriegs zerstreute sich die Schar der Studierenden in Rom im Oktober 1914.
Mit ihrer besten Freundin Miki Piré, die in Nizza im Hôpital du Grand-Hôtel Verwundete pflegte, arbeitete Lili Boulanger karitativ, indem sie mit musikalischen Soldaten rege Briefkontakte führte oder ihre im Feld entstandenen Werke korrigierte. Als sie spürte, wie sehr die Soldaten diese Aufmerksamkeit und Hilfestellungen brauchten, gründete sie gemeinsam mit ihrer Schwester Nadia das Comité Franco-Americain du Conservatoire und überarbeitete nebenbei für Drucklegungen auch ihre älteren Werke. 1916 erfuhr sie von ihrem Arzt, dass ihre Krankheit sehr weit fortgeschritten sei und sie wohl nur noch knapp zwei Jahre zu leben habe. Immer wieder überfielen sie große Schmerzen und Fieberschübe. Eine Blinddarmoperation am 31. Juli 1917 sollte Linderung der Beschwerden bringen, aber das Gegenteil war der Fall: Während der Operation stellten die Ärzte fest, dass ihr Darm bereits zu zerstört sei.
Aus ihrer Korrespondenz mit Miki Piré haben sich einige Briefe erhalten, die ihre Liebe, Dankbarkeit und tapfere Haltung ausdrücken:

„27. September 1917. Meine liebe kleine Miki, zum ersten Mal seit meiner Operation komme ich wieder zum Schreiben – und meine allerersten Zeilen sollen für Dich sein, sollen Dir sagen, wie leer es hier ist ohne Dich und wie groß Dein Platz in meinem Herzen ist. (…) Und dann sollst Du noch einmal wissen, meine liebe kleine Miki, wie tief Dein Vertrauen mich bewegt hat – wie alles, was Du mir eröffnet hast, mich mit Schmerz erfüllt und gerührt hat. Treuer denn je ist Dir mein Herz und mir scheint sogar, dass das Leben selbst – mehr noch als die innigen Gefühle, die ich schon immer für Dich empfunden habe – mich zu Dir hinführt. Ich habe gleichsam die Gewissheit, Dein Schicksal klar gesehen zu haben, und dass die Stunde Deines Glücks, die noch aussteht, kommen wird – und ich wünsche so, dass Du Dir bis dahin Deine ganze Unschuld bewahrst und auch die Freude, die Dir jetzt abhanden gekommen ist. So bitte ich Dich mit aller Kraft, nicht nachzulassen, sondern zu kämpfen – und in den traurigen Stunden ein bisschen Mut zu schöpfen aus unserer Liebe für Dich – Sei umarmt L.B.“

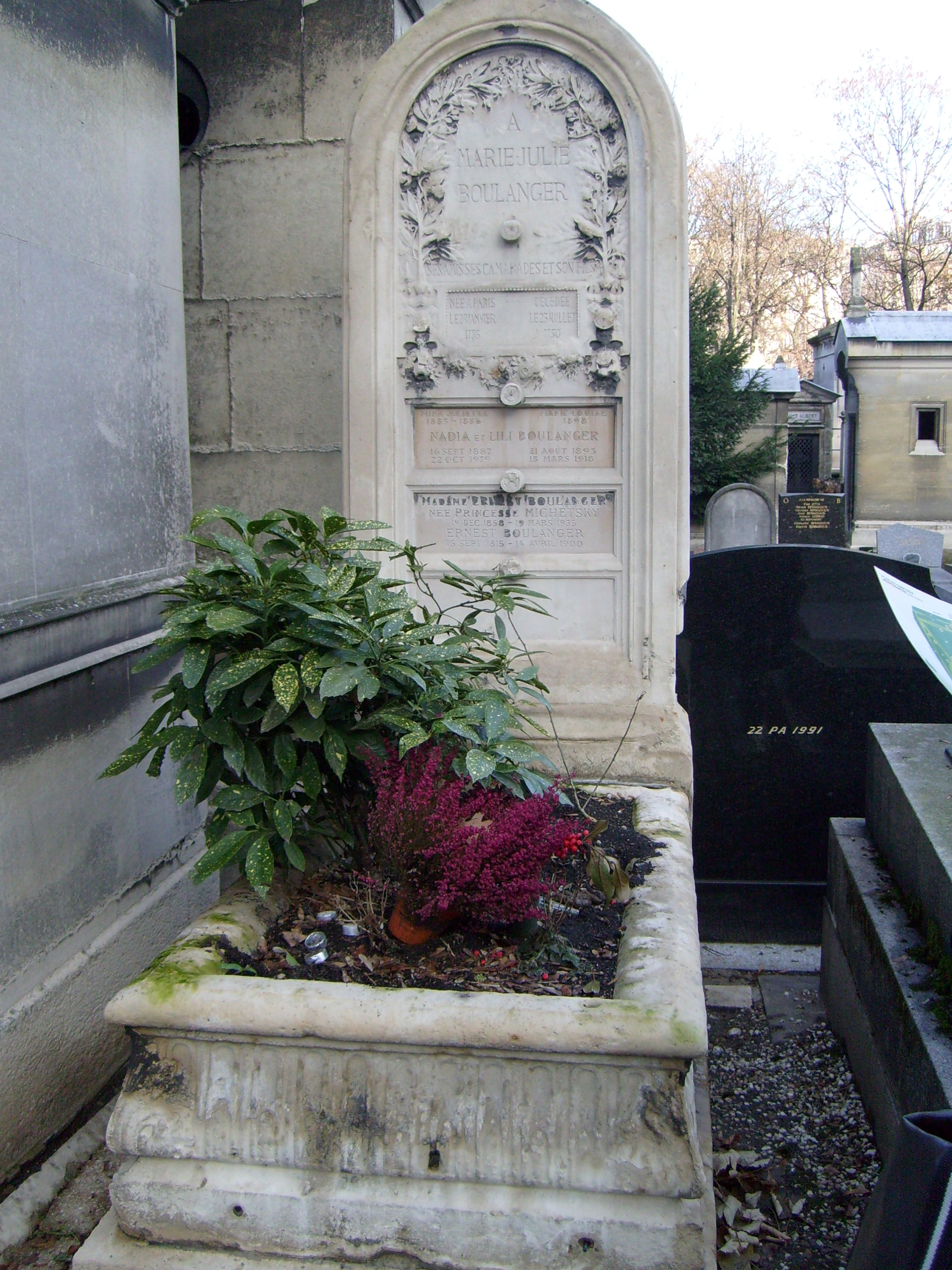
Grab der Familie Boulanger, Friedhof Montmartre in Paris

Nur noch mit größter Mühe konnte sie sich einigermaßen aufrecht halten. Während dieser Zeit vollendete sie eines ihrer größten und bedeutendsten Werke, das Pie Jesu – gleichsam ihr eigenes Requiem – für Sopran, Streichquartett, Harfe, Orgel und Orchester, ihre Lieblingsinstrumente. Sie war körperlich so schwach geworden, dass sie die letzten Zeilen ihrer Schwester Nadia nur noch diktieren konnte. Auf diese Weise entstanden auch noch D’un soir triste und kleine Teile von La Princesse Maleine. Da Paris zu dieser Zeit im Norden und Osten unter starkem Artilleriebeschuss stand, beschlossen die Boulangers, Lili nach Mézy-sur-Seine zu bringen, wo sie von Miki Piré und ihrer Schwester Nadia hingebungsvoll gepflegt wurde.
Lili Boulanger starb im Alter von 24 Jahren am 15. März 1918, nach Schilderungen Nadias friedlich und gelöst. Am 19. März wurde sie auf dem Friedhof Montmartre bestattet (südwestliche Ecke der Sektion 33). In dem Familiengrab ruhen auch ihre Großmutter Marie-Julie Boulanger, ihre Eltern und Nadia, die 61 Jahre nach ihrer Schwester 1979, im Alter von 92 Jahren, starb.

## Rezeption

### Wirkungsgeschichte
Nadia Boulanger setzte sich unermüdlich für eine Aufführung der Werke ihrer Schwester ein. Zu Lili Boulangers Beerdigung hatte sie das Werk Lux aeterna für Sopran, Streichinstrumente, Harfe und Orgel komponiert, das sie zu jedem sich jährenden Todestag aufführen ließ. 1939 gründete sie in Boston zusammen mit amerikanischen Freunden den Lili Boulanger Memorial Fund mit zwei Zielen: Pflege der Musik Lili Boulangers und der Erinnerung an die Komponistin sowie finanzielle Unterstützung von jungen Musikern. Seit 1942 hat die Stiftung jährlich einen Musikpreis verliehen, zumeist an einen Preisträger, in einigen Jahren an zwei Preisträger.
Doch erst in den 1960er Jahren wurden Lili Boulangers Werke mit Hilfe von Schallplattenaufnahmen wieder öffentlich bekannt. Marc Blitzstein, Autor der Zeitschrift Saturday Review, äußerte sich am 28. Mai 1960 über die Ersteinspielungen einiger Werke Lili Boulangers folgendermaßen:

„Wann können wir die Werke von Lili Boulanger endlich regelmäßig in unseren Konzertsälen hören? […] Ein Verkaufserfolg für Plattenaufnahmen solcher Art wird sich natürlich erst dann einstellen, wenn die Musik immer wieder im Konzertsaal gespielt wird und es eine große Anhängerschar gibt (zu der ich mich unbedingt dazurechne). […] Eine Komponistin unseres Jahrhunderts, die keiner kennt, die nicht mehr lebt, wie gut kann sie sein? Gut ist gar kein Ausdruck. Sie ist außergewöhnlich. Ohne Wenn und Aber, sie ist eine ganz besondere Begabung […] ihre Musik ist männlich in ihrem ausgeprägt kraftvollen Charakter und äußerst weiblich in ihrer Reinheit und lyrischen Sensitivität. Honegger, Poulenc, Roussel, um nur drei zu nennen, die sie überlebten, verdanken ihr viel […] Wir möchten mehr von ihr hören. Wir möchten wissen, was uns entgangen ist.“

1962 führte Nadia Boulanger mit dem New York Philharmonic Orchestra, das sie bereits 1939 als erste Frau überhaupt dirigiert hatte, Werke ihrer Schwester auf.
1965 gründete sich die Vereinigung Les Amis de Lili Boulanger mit der Aufgabe, deren Werke bekannt zu machen und Stipendien an junge Komponisten zu vergeben. 1968 (50 Jahre nach Lili Boulangers Tod) organisierte der Freundeskreis eine Ausstellung in der Bibliothèque nationale de France in Paris und einige Konzerte. Am 16. August 1972 wurde die Vereinigung als gemeinnützig anerkannt. Zu ihren Ehrenmitgliedern zählten u. a. Königin Elisabeth von Belgien, George Auric, Marc Chagall, Marcel Dupré, Yehudi Menuhin, Olivier Messiaen, Darius Milhaud, Arthur Rubinstein und Igor Strawinsky. Yehudi Menuhin und Clifford Curzon spielten auch erstmals Lilis Werke Nocturne, Cortège und D’un Matin de Printemps ein. 1993, im Jahr des 100. Geburtstages, benannte sich der Verein in Association des Amis de Nadia et Lili Boulanger um und widmete sich nun dem Werk beider Schwestern.
Schon 1982 war außerdem die Fondation internationale Nadia et Lili Boulanger geschaffen worden, eine bei der Fondation de France angesiedelte Stiftung. Sie wurde im Jahr 2009 aufgelöst. Ihre Aufgaben gingen dann auf das neu gegründete Centre international Nadia et Lili Boulanger über. Dieses veranstaltet zweijährlich den Concours international de chant-piano Nadia et Lili Boulanger, einen internationalen Gesangswettbewerb. Die Association des Amis de Nadia et Lili Boulanger hatte den Gesangswettbewerb im Jahr 2001 ins Leben gerufen.
Mittlerweile gilt Lili Boulanger als meistaufgeführte Komponistin und als eine der Hauptfiguren des französischen Impressionismus. Ihr künstlerischer Nachlass sowie einige persönliche Gegenstände befinden sich in der Bibliothèque nationale de France in Paris.

### Ehrungen

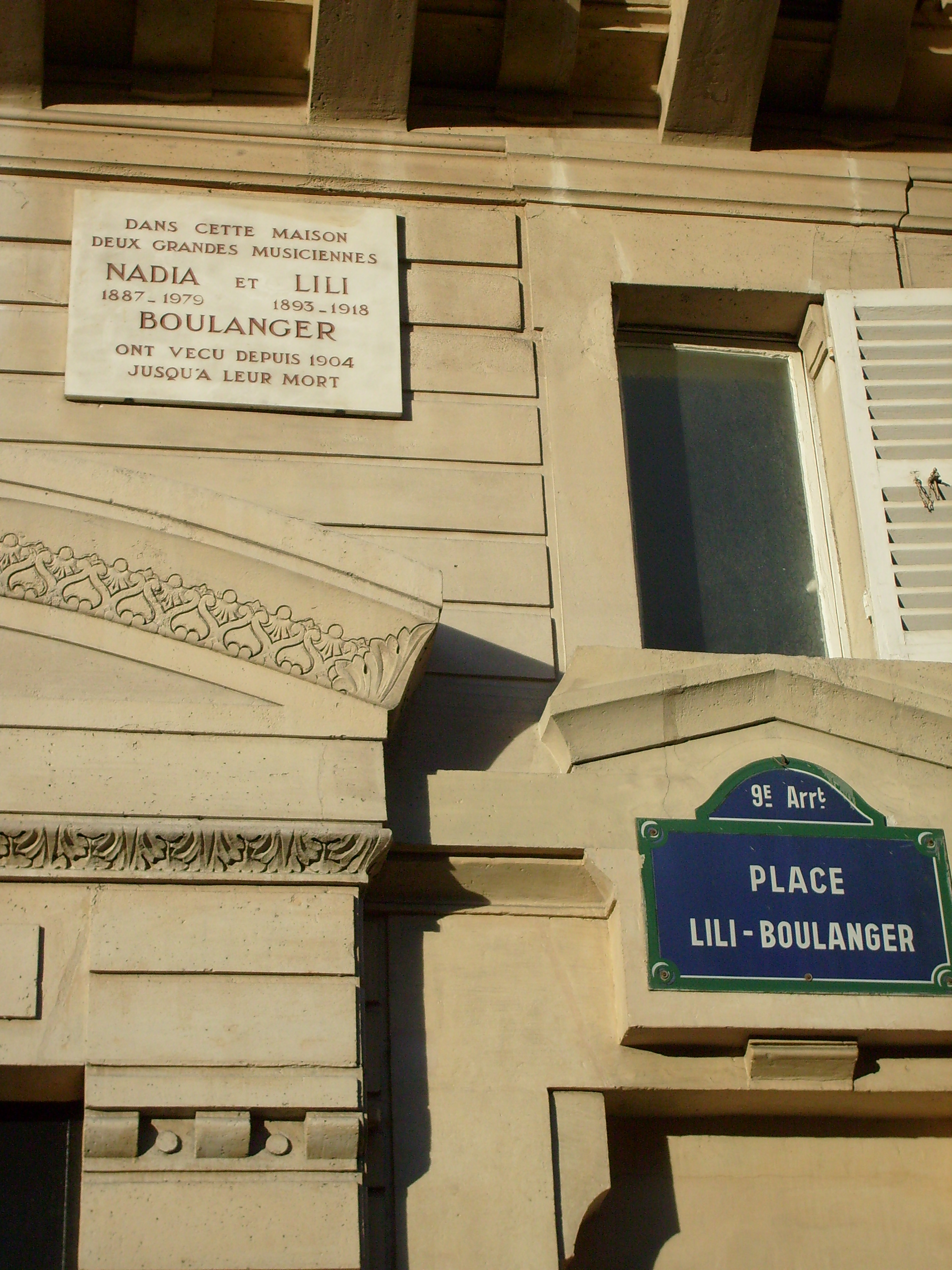
Gedenktafel für Nadia und Lili Boulanger an ihrem Wohnsitz in Paris, heute Place Lili-Boulanger

Der Asteroid (1181) Lilith wurde 1927 von seinem Entdecker Benjamin de Jekhowsky zu Ehren Lili Boulangers so benannt.
Am 15. Oktober 1970 wurde in Paris die Kreuzung der Rue Ballu mit der Rue Vintimille Place Lili-Boulanger benannt. Eine Gedenktafel für Nadia und Lili Boulanger wurde an ihrem ehemaligen Wohnhaus angebracht. Beide Schwestern hatten hier von 1904 bis zu ihrem Tod gelebt und gearbeitet.

## Werke (Auswahl)

### Vokalmusik
- Renouveau (Text: Armand Silvestre) für Chor und Klavier/Orchester (1911)
- Les Sirènes (Text: Charles Grandmougin) für Mezzosopran, Chor und Klavier/Orchester (1911)
- Reflets (Text: Maurice Maeterlinck) für Stimme und Klavier (1911)
- Sous-bois (Text: Ph. Gilles) für Chor und Klavier/Orchester (1911)
- Frédégonde (Text: Ch. Morel), Kantate für 3 Stimmen und Klavier (1911)
- Attente (Text: Maurice Maeterlinck) für Stimme und Klavier (1912)
- Hymne au soleil (Text: Casimir Delavigne) für Alt, Chor und Klavier (1912), Rekonstruktion der Orchesterfassung von Oliver Korte (2003)
- Pendant la tempête (Text: Théophile Gautier) für Männerchor und Klavier (1912)
- Le Retour (Text: G. Delaquys) für Stimme und Klavier (1912)
- La Source (Text: Charles-Marie René Leconte de Lisle) für Chor und Klavier/Orchester (1912)
- Pour les funérailles d’un soldat (Text: Alfred de Musset) für Bariton, Chor und Klavier/Orchester (1912)
- Soir sur la plaine (Text: Albert Samain) für Sopran, Tenor, Bariton, Chor und Klavier (1913)
- Faust et Hélène (Text: Eugène Adenis), Kantate für Tenor, Bariton, Mezzosopran und Orchester (1913)
- Clairières dans le ciel (Text: Francis Jammes) für Stimme und Klavier (1914)
- Psaume 24 für Chor, Orgel und Orchester (1916)
- Psaume 129 für Chor (oder Bariton) und Orchester (1916)
- Dans l’immense tristesse (Text: B. Galeron de Calone) für Stimme und Klavier (1916)
- Psaume 130 Du fond de l’abîme für Alt und Tenor solo, Chor, Orgel und Orchester (1917)
- Vieille Prière bouddhique für Tenor, Chor und Orchester (1917)
- Pie Jesu für Stimme, Streichquartett, Harfe, Orgel und Orchester (1918)

### Instrumentalmusik
- Nocturne für Violine oder Flöte und Klavier (1911)
- Fugue (1912)
- Fugue (1913)
- D’un jardin clair für Klavier (1914), Bearbeitung für Orchester von Oliver Korte (1999)
- D’un vieux jardin für Klavier (1914), Bearbeitung für Orchester von Oliver Korte (1999)
- Cortège für Violine oder Flöte und Klavier (1914), Bearbeitung für Orchester von Oliver Korte (1999)
- Thème et variations für Klavier (1915)
- D’un matin de printemps für Violine oder Flöte und Klavier oder für Orchester, Nocturne (1918)
- D’un soir triste für Violoncello und Klavier, für Trio oder Orchester (1918)

## Einspielungen (Auswahl)
- Clairières, Lieder von Nadia & Lili Boulanger. Nicholas Phan (Tenor), Nora Huang (Klavier). Avie Recor (Harmonia Mundi)
- Lili & Nadia Boulanger. Mélodies. Cyrille Dubois (Tenor), Tristan Raës (Klavier). Aparte (Harmonia Mundi)[17]
- Clairières dans le ciel (Text: Francis Jammes) Lieder. Sopran: Karin Ott, Klavier: Jean Lemaire, 1991, Studio RSI, Lugano, auf CD erschienen 1993.
- Pie Jesu. Für Stimme, Streichquartett, Harfe und Orgel. Sopran: Karin Ott, Aufnahme 1991, Studio RSI, Lugano, auf CD erschienen 1993.
- Lili Boulanger. 3 Psaumes. Timpani (Note 1).
- In Memoriam Lili Boulanger, u. a. mit Cortège, Nocturne und Lux aeterna, gespielt u. a. von Emile Naoumoff, Schüler Nadia Boulangers. Marco Polo (Naxos Deutschland).
- Lili Boulanger. Faust et Hélène, D’un soir triste u. a. Chandos Records.

## Film
- Kyra Steckeweh, Tim van Beveren: Komponistinnen. 2018.[18]